# UNAM-CERT
El Equipo de Respuesta a Incidentes de Seguridad en Cómputo de la Universidad Nacional Autónoma de México es un grupo de acción rápida que atiende cualquier ataque, intrusión o resguardo de información sobre la estructura informática perteneciente a la universidad.

## Creación
La Subdirección de Seguridad de la Información (SSI) dependiente de la Dirección General de Cómputo y de Tecnologías de Información y Comunicación (DGTIC) de la Universidad Nacional Autónoma de México creó su Equipo de Respuesta ante Emergencias Informáticas en el año 2001 cuando el entonces jefe del Departamento de Seguridad en Computo, Juan Carlos Guel López, entabló convenios con el CERT Coordination Center del Software Engineering Institute y del SANS Institute para capacitar y certificar a los primeros miembros de un CERT en México.

## Actividades
- Congresos[1]
- Certificaciones
- Capacitaciones
- Divulgación
- Auditorías
- Análisis de seguridad
- Reportes de ataques
- Asesorías